# Ferrovías
Ferrovías est une société privée argentine appartenant au grupo Emepa dont l'activité principale est le transport ferroviaire. Elle exploite la concession du service passagers sur la ligne Belgrano Norte. En outre, jusqu'en 2014, elle forme UGOFE, une coentreprise avec le concessionnaire Metrovías et la partie publique du chemin de fer General Manuel Belgrano, qui exploitait ensemble le service de transport des lignes San Martín, Belgrano Sur et Roca sur une base temporaire. Le 12 février 2014, par décision du ministre de l'Intérieur et des Transports Florencio Randazzo, les UGO (UGOFE - Unidad de Gestión Operativa Ferroviaria de Emergencia, et UGOMS - Unidad de Gestión Operativa MitreSarmiento) sont dissoutes, et Ferrovías commence à exploiter les lignes Belgrano Sur et General Roca, toutes deux de l'ancienne UGOFE.

## Histoire
Le 1er avril 1994, le consortium Ferrovías SAC reprend la ligne Belgrano Norte. Cette année-là, seuls 14 800 000 usagers ont utilisé la ligne. Ces objectifs ont été atteints à partir de la cinquième année de la concession.
L'Auditoría General de la Nación a publié un rapport en 1999 dans lequel elle signalait que les subventions accordées par l'État à l'entreprise Ferrovías étaient détournées pour accorder des « prêts » à d'autres entreprises du même groupe. Dans le même temps, le groupe était dénoncé pour non-respect des horaires établis, annulations de trains et retards dans les départs de trains, ce qui entraînait un service déficient qui affectait les usagers.
Le 12 février 2014, le gouvernement argentin a officialisé le transfert des lignes ferroviaires Belgrano Sur et Roca (qui étaient restées sous la tutelle de l'entreprise publique UGOFE) au consortium EMEPA sous le nom d'Argentren SA, dont Ferrovías était membre,.
Le mardi 25 avril 2017, Ferrovías ajoute 9 services quotidiens pour améliorer les fréquences au profit des 70 000 passagers qui voyagent quotidiennement dans le train Belgrano Norte. En mars, le ministère des Transports, par l'intermédiaire de Trenes Argentinos Infraestructura, lance l'appel d'offres pour la rénovation complète de toutes les stations de la ligne. Grâce à un investissement de 2,3 milliards de pesos, les 23 gares disposeront de meilleurs accès avec des rampes pour les personnes handicapées ou à mobilité réduite, de nouveaux abris, toilettes et guichets, des lumières LED, des sièges et aussi de nouvelles plateformes avec des carreaux pour les aveugles et un système moderne d'information des passagers.
Outre le remodelage des gares, cette rénovation complète comprend l'amélioration des voies et de la signalisation dans le secteur de la gare, ce qui améliorera la circulation des trains. Les travaux ont été attribués en novembre 2017 et fin mars 2018, les travaux ont été lancés. Le 6 février 2018, par le biais du Journal officiel, le gouvernement national n'a pas renouvelé le contrat avec Ferrovías et le ministère des Transports recherche un nouveau concessionnaire privé pour la ligne Belgrano Norte. Le concessionnaire a demandé une prolongation de 10 ans, dont la demande a été rejetée par le pouvoir exécutif. Elle doit expirer le 31 décembre 2018, mais elle continuera à exploiter la ligne ferroviaire pendant 18 mois en vertu de la prolongation accordée par l'État.

## Accidents
Le 10 juin 2012 à 13 h 50, un train appartenant à la concession Ferrovías et se dirigeant vers Villa Rosa déraille en gare de Retiro, blessant 14 personnes après avoir freiné brusquement. La compagnie a signalé qu'un « accouplement soudain entre la locomotive et les wagons, qui a généré un mouvement plus fort que d'habitude », la locomotive aurait donné un coup fort dans une manœuvre d'accouplement aux wagons, produisant le mouvement des derniers de la file,,,.